# Leptachatina
Leptachatina é um género de gastrópode  da família Amastridae.
Este género contém as seguintes espécies:
- Leptachatina lepida